# Dianthus kastembeluensis
Dianthus kastembeluensis är en nejlikväxtart som beskrevs av Josef Franz Freyn och Sint. Dianthus kastembeluensis ingår i släktet nejlikor, och familjen nejlikväxter. Inga underarter finns listade i Catalogue of Life.